# سند الدخل
سند الدخل في الاقتصاد بالإنجليزية:debenture) هو سند قرض غير مضمون، تصدرها بعض الشركات بأسعار محددة ويستفيد حاملها من ربحها العالي عند ارتفاع أسهم الشركة، كما يمكن تحويلها إلى أسهم للشركة في المستقبل. ويكون إصدار الشركات لأسهم الدخل (أو أسهم القروض) لمدد متوسطة أو طويلة بأسعار محددة بغرض الحصول على المال. وتسمى سندات القروض هذه في بعض البلاد سندات أو أسهم قروض loan stock أو سندات الديون notes.

## تفاصيل
هذا النوع من السندات له فترة محددة، عادة يعتمد هذا النوع من السندات على أرباح المنشأة السنوية وأخذ نسبة الفائدة المتفق عليها بناءً على أرباح السنة، لذلك في نص صياغة العقد يتم ذكر بعض البنود منها:
1. 1. لا يجوز لحاملها المطالبة بفوائد في السنوات التي لم تحقق فيها الشركة أو المؤسسة التي أصدرتها أرباح.
  2. ضرورة قيام الشركة باحتجاز جزء من الأرباح لسداد قيمة السند عند تاريخ الاستحقاق.
  3. أن يكون لحامل السند الحق في تحويلها إلى أسهم.

ويمكن لحامل سندات القروض أو سندات الدخل  تبادله مع أي شخص آخر. ولا يحق لحامل سند الدخل التصويت في مجلس مساهمي الشركة أو المؤسسة المالية، ويحصل حاملها على فائدة عالية عندما تحقق الشركة مكاسب، كما يستفيد من ارتفاع سعر أسهم الشركة.
ويعني سند الدخل في الولايات المتحدة الأمريكية سند شركة غير مضمون.
أي أن السند لا يحمل ضمان على هيئة ملك تضمن تسديده وقت الاستحقاق. أما سندات الضمان في الولايات المتحدة الأمريكية فهي تسمى سندات الرهن 'mortgage bonds'.

## اقرأ أيضًا
- سند (ورقة مالية)
- تقدير السند
- سند شامل
- سند متسلسل
- درجة الملاءة
- بضائع مثلية
- أصول
- رأسمال
- عملة
- وديعة
- حجز مال المدين